# Komorerna i olympiska sommarspelen 2016
Komorerna deltog med fyra deltagare vid de olympiska sommarspelen 2016 i Rio de Janeiro. Ingen av landets deltagare erövrade någon medalj.

## Friidrott
Förkortningar
- Notera– Placeringar avser endast det specifika heatet.
- Q = Tog sig vidare till nästa omgång
- q = Tog sig vidare till nästa omgång som den snabbaste förloraren eller, i fältgrenarna, genom placering utan att nå kvalgränsen
- NR = Nationellt rekord
- N/A = Omgången fanns inte i grenen
- Bye = Idrottaren behövde inte tävla i omgången

Bana och väg
| Maoulida Daroueche | Herrarnas 400 meter häck | 52,32 | 8 | i.u.             | i.u.             | Gick inte vidare | Gick inte vidare | Gick inte vidare | Gick inte vidare |
| Denika Kassim      | Damernas 100 meter       | 12,53 | 5 | Gick inte vidare | Gick inte vidare | Gick inte vidare | Gick inte vidare | Gick inte vidare | Gick inte vidare |

## Simning
| Idrottare                  | Gren                  | Heat  | Heat      | Semifinal        | Semifinal        | Final            | Final            |
| Idrottare                  | Gren                  | Tid   | Placering | Tid              | Placering        | Tid              | Placering        |
| -------------------------- | --------------------- | ----- | --------- | ---------------- | ---------------- | ---------------- | ---------------- |
| Athoumane Solihi           | Herrarnas 50 m frisim | 27,31 | 76        | Gick inte vidare | Gick inte vidare | Gick inte vidare | Gick inte vidare |
| Nazlati Mohamed Andhumdine | Damernas 50 m frisim  | 37,66 | 86        | Gick inte vidare | Gick inte vidare | Gick inte vidare | Gick inte vidare |